# 波特蘭鎮區 (愛荷華州科蘇特縣)
波特蘭鎮區（英語：Portland Township）是位於美國愛荷華州科蘇特縣的一個行政鎮區。

## 地方資料
根據2010年美國人口普查的數據，波特蘭鎮區的面積為91.64平方千米，當中陸地面積為90.50平方千米，而水域面積為1.14平方千米。當地共有人口178人，而人口密度為每平方千米1.94人。